# 오오이데 슌 (배우)
오오이데 슌(大出俊, 1941년 1월 11일 ~ )는 일본의 배우이다. 도쿄시 출신. 본명은 오오이데 토시타카(大出 俊隆). 아내는 배우 쿠도 아키코. 자식은 전처의 아들, 전직 배우 신야 등이 있다. 혈액형은 O형.